# Elaphoglossum appressum
Elaphoglossum appressum är en träjonväxtart som beskrevs av John T. Mickel. Elaphoglossum appressum ingår i släktet Elaphoglossum och familjen Dryopteridaceae. Inga underarter finns listade.